# Maria Schnee (Oberbozen)

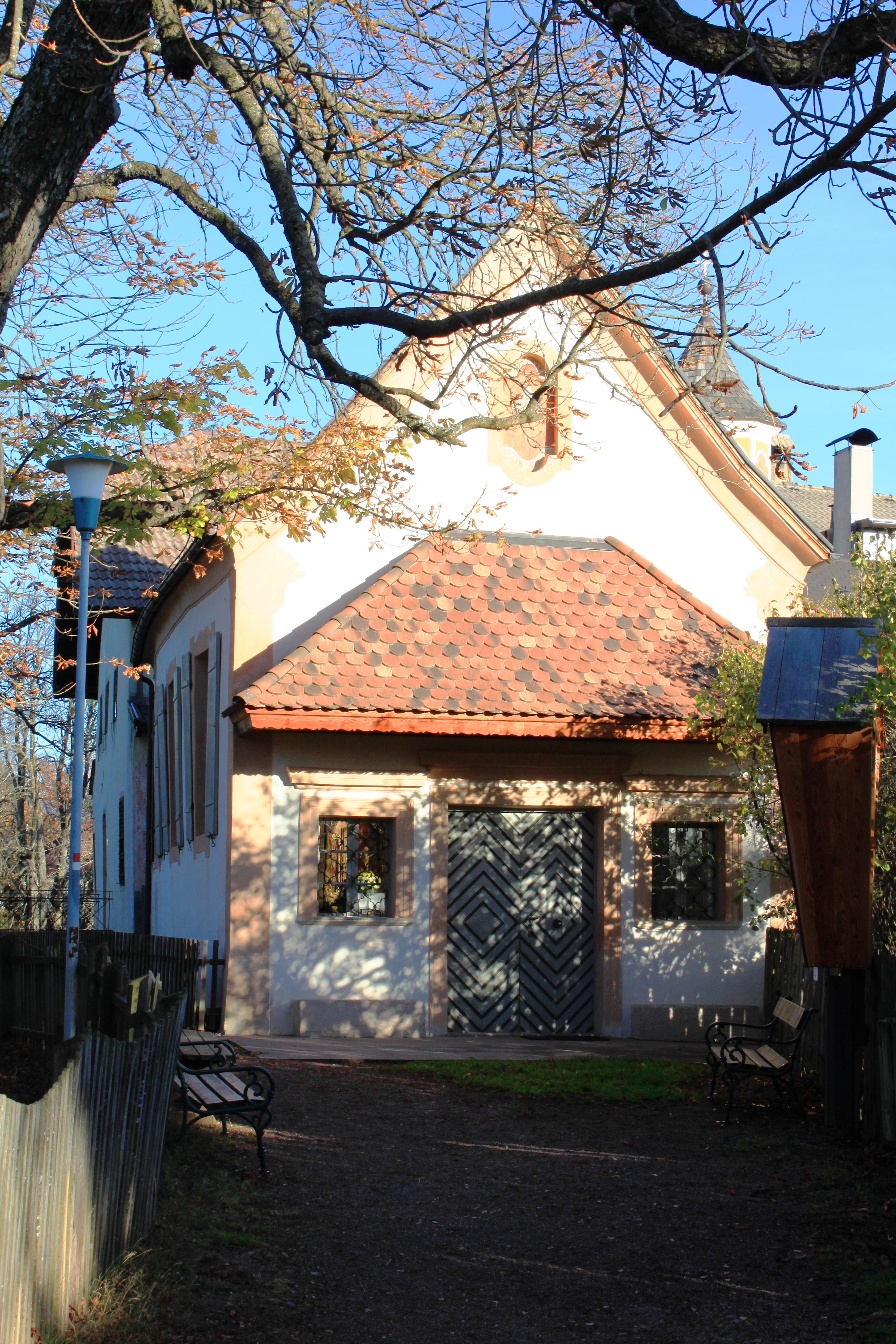
Maria Schnee in Oberbozen

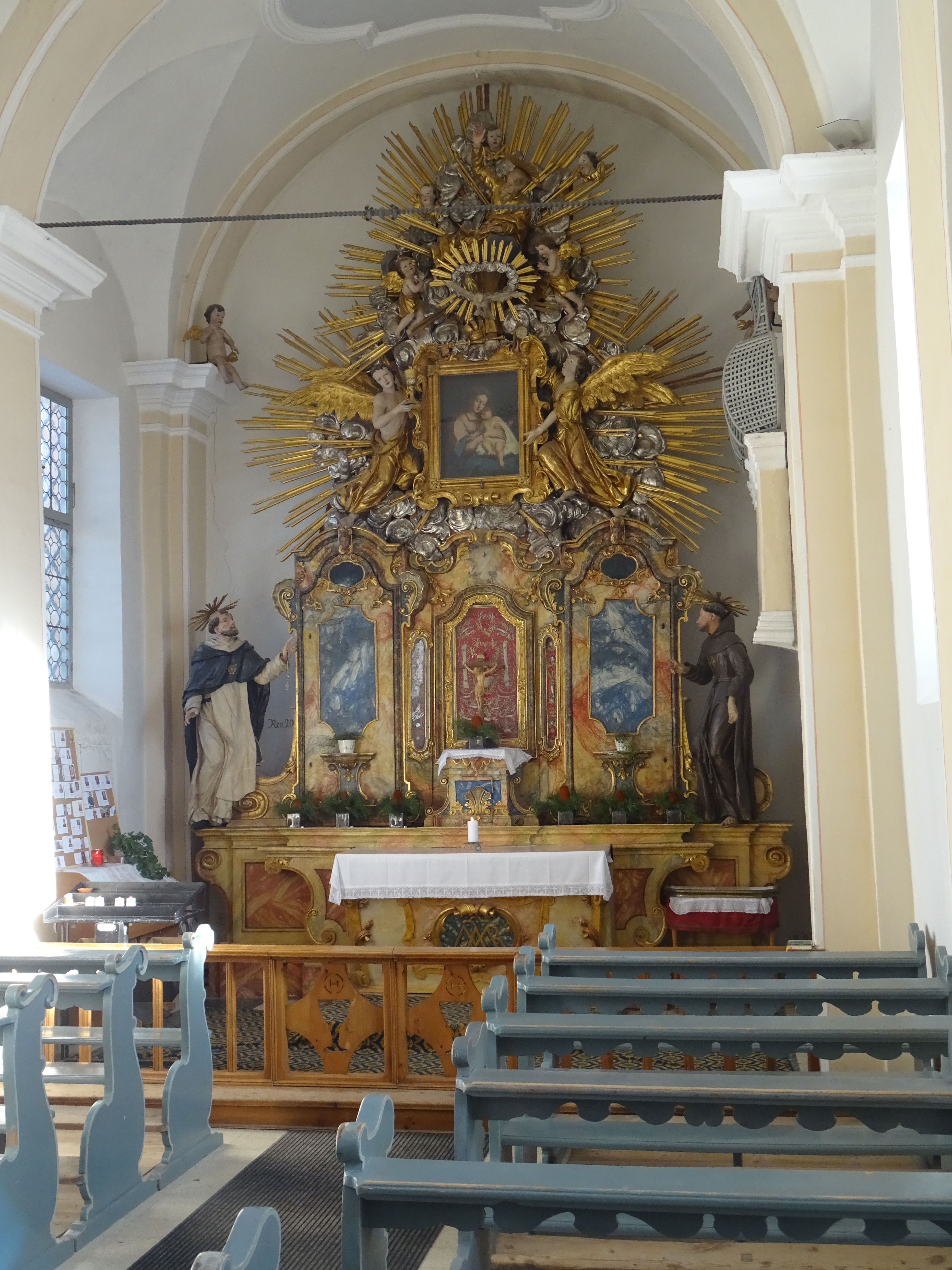
Altar

Maria Schnee ist ein Sommerfrischhaus und Kapelle in Oberbozen, einer Fraktion der Gemeinde Ritten in Südtirol. Das Gebäudeensemble steht seit dem 11. Januar 1983 unter Denkmalschutz.    

## Geschichte

### Sommerfrischhaus
Das Sommerfrischhaus, ein Edelsitz beim sogenannten Oberhof gehörte Anfang des 18. Jahrhunderts Johann Georg von Zeno. Nach dessen Tod kaufte das ältere Haus Mathias Dominik von Menz. Auf seinen gleichnamiger Sohn folgte 1809 dessen Nichte, die verwitwete Josepha Dietrich geb. von Menz. Seit 1819 war der Eigentümer Johann Anton Grätzl. Nach dem Tod von Wilhelmine Kofler geb. Grätzl († 1866) wurde das Sommerfrischhaus, der dazugehörige Garten und ein Grundstück im Umfang von 100 Klaftern versteigert. Der Ausrufpreis betrug 2.000 Gulden. Den Zuschlag erhielt der Bozner Rechtsanwalt Dr. jur. Richard Kinsele, verheiratet mit der Tochter des Bozner Bürgermeisters Anton Kapeller. 1921 verkaufte die Familie Kinsele das Anwesen.  

### Kapelle
Das unter dem Patrozinium Unsere Liebe Frau vom Schnee stehende barocke Gotteshaus diente ursprünglich aus Privatkapelle des jeweiligen Eigentümers des angrenzenden Sommerfrischhauses. Die Jahreszahl 1727 am Chorbogen weist auf das Erbauungsjahr hin. 1727 wurde auch eine Glocke von Joseph Grassmayr aus Brixen bezogen. Seit 1746 verehrte man auf dem Altar die Reliquien der Katakombenheiligen Bonifatius und Justinus. Die sogenannte Kofler´sche Hauskapelle wurde um das Jahr 1866 vom Anwesen getrennt und der Gemeindefraktion sowie der Pfarrei Maria Himmelfahrt in Oberbozen überlassen. Heute dient die Kapelle als Filialkirche der römisch-katholischen Pfarrei Oberbozen, das Patronatsfest ist der 5. August.